# مالین گوت
مالین گوت (انگلیسی: Malin Gut؛ زادهٔ ۱ اوت ۲۰۰۰) بازیکن فوتبال اهل سوئیس است.
از باشگاه‌هایی که در آن بازی کرده‌است می‌توان به تیم فوتبال زنان آرسنال، باشگاه فوتبال گراس‌هاپر زوریخ، و باشگاه فوتبال زوریخ اشاره کرد.
وی همچنین در تیم ملی فوتبال زنان سوئیس بازی کرده‌است.